# Дихлоргерман
Дихлоргерман — неорганическое соединение, 
хлорпроизводное германа с формулой GeH2Cl2,
бесцветная жидкость,
гидролизуется водой.

## Получение
- Реакция германа с хлористым водородом в присутствии катализатора:

{\displaystyle {\mathsf {GeH_{4}+HCl\ {\xrightarrow {AlCl_{3}}}\ GeH_{2}Cl_{2}+H_{2}}}}
продукты реакции сильно загрязнены GeH3Cl.

## Физические свойства
Дихлоргерман — бесцветная жидкость, разлагается уже при комнатной температуре.

## Химические свойства
- Разлагается с образованием большого количества продуктов: GeCl2, Ge, GeH4, HCl, GeH3Cl, GeCl4, H2.

- Гидролизуется водой:

{\displaystyle {\mathsf {GeH_{2}Cl_{2}+H_{2}O\ {\xrightarrow {}}\ GeO+2HCl+H_{2}}}}